# Oued El Aneb
Oued El Aneb – miasto w północnej Algierii, w prowincji Annaba.